# Alberich (Mythologie)

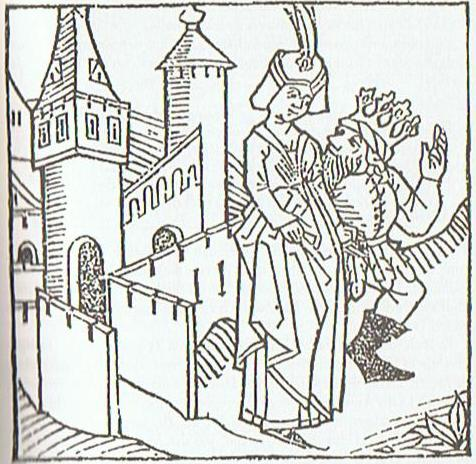
Alberich verführt die Mutter des Lampardenkönigs, Straßburger Heldenbuch, ca. 1480.

Alberich ist in der germanischen Mythologie der König eines Geschlechts von Elfen oder Zwergen, der dem nordischen Andwari entspricht. Der erste Bestandteil Alb- bedeutet „Elb“ bzw. „Naturgeist“. Der zweite Bestandteil -rich stammt vom germanischen -rik und bedeutet „Herrscher, Fürst, König“.
Im Nibelungenlied hütet Alberich den Nibelungenhort. Mittels einer Tarnkappe (eigentlich ein Mantel) kann er sich unsichtbar machen; Siegfried kann ihm aber die Tarnkappe entwenden und gelangt so an den Schatz der Nibelungen. Durch die aus dem 14. Jahrhundert stammende Sage von Huon de Bordeaux wird Alberich als Auberon, schließlich als Oberon, in den Kreis der Sagen um König Artus aufgenommen, wo er als Elfenkönig große Verbreitung erlangt. Daneben wird sein Name auch in dem mittelhochdeutschen Heldenepos Ortnit genannt. Ausgehend vom Nibelungenlied und den Berichten über Andwari aus der Lieder- und Prosa-Edda, schuf Richard Wagner die Alberich-Figur seiner Operntetralogie Der Ring des Nibelungen. Hier tritt Alberich als tyrannischer König der Schwarzalben, oder Nibelungen, auf.

## Weitere Nutzung des Namens
- Der deutsche Rückzug in die Siegfriedstellung im Ersten Weltkrieg wurde mit dem Namen „Unternehmen Alberich“ versehen.
- Unter dem Decknamen „Alberich“ wurden ab 1943 Versuche mit U 480 zur akustischen Tarnung von U-Booten gemacht (Gummibeschichtung zur Absorption von unterseeischen Ortungssignalen – eine Tarnkappentechnik).
- In der Antarktis ist ein Gletscher als Alberich-Gletscher benannt.